# هالو (ویرجینیای غربی)
هالو (به انگلیسی: Halo) یک منطقهٔ مسکونی در ایالات متحده آمریکا است که در شهرستان وبستر، ویرجینیای غربی واقع شده‌است.